# WTA-toernooi van Tarente
Het WTA-toernooi van Tarente (ook: Taranto) was een tennistoernooi voor vrouwen dat plaatsvond in de Zuid-Italiaanse havenstad Tarente, in de periode 1984–1994 met uitzondering van 1986 en 1987. De officiële naam van het toernooi was laatstelijk Ilva Trophy. Daaraan voorafgaand werden de namen Taranto Open en Mantegazza Cup gebruikt.
De WTA organiseerde het toernooi, dat tot en met 1992 in de categorie "Tier V" en in 1993 en 1994 in de categorie Tier IV viel, en dat werd gespeeld op gravel.
Er werd door 16 of 32 deelneemsters per jaar gestreden om de titel in het enkelspel, en door 16 paren om de dubbelspeltitel. Aan het kwalificatietoernooi voor het enkelspel namen 32 speelsters deel, met twee of vier plaatsen in het hoofdtoernooi te vergeven – in de jaren dat slechts 16 enkelspeldeelneemsters tot het hoofdtoernooi werden toegelaten, moesten de kwalificantes vier kwalificatiewedstrijden spelen in plaats van de gebruikelijke drie.
De Nederlandse Brenda Schultz won in 1993 zowel de enkel- als de dubbelspeltitel – in de enkelspelfinale speelde zij tegen de speelster die in de dubbelspelfinale haar partner was: de Amerikaanse Debbie Graham.

## Meervoudig winnaressen enkelspel
| speelster       | aantal titels | in de jaren |
| --------------- | ------------- | ----------- |
| Raffaella Reggi | 2             | 1985, 1990  |
| Julie Halard    | 2             | 1992, 1994  |

## Enkel- en dubbelspeltitel in één jaar
| speelster      | in het jaar |
| -------------- | ----------- |
| Brenda Schultz | 1993        |

## Finales

### Enkelspel
| Datum      | Naam           | Cat.          | ($)           | Winnares        | Verliezend finaliste | Uitslag       |
| ---------- | -------------- | ------------- | ------------- | --------------- | -------------------- | ------------- |
| 1984-04-23 | Taranto Open   |               | 50.000        | Sandra Cecchini | Sabrina Goleš        | 6-2, 7-5      |
| 1985-04-29 | Italian Open   |               | 50.000        | Raffaella Reggi | Vicki Nelson         | 6-4, 6-4      |
| 1986–1987  | geen toernooi  | geen toernooi | geen toernooi | geen toernooi   | geen toernooi        | geen toernooi |
| 1988-04-25 | Mantegazza Cup | Tier V        | 50.000        | Helen Kelesi    | Laura Garrone        | 6-1, 6-0      |
| 1989-05-01 | Mantegazza Cup | Tier V        | 50.000        | Karine Quentrec | Cathy Caverzasio     | 6-3, 5-7, 6-3 |
| 1990-04-30 | Ilva Trophy    | Tier V        | 75.000        | Raffaella Reggi | Alexia Dechaume      | 3-6, 6-0, 6-2 |
| 1991-04-29 | Ilva Trophy    | Tier V        | 100.000       | Emanuela Zardo  | Petra Ritter         | 7-5, 6-2      |
| 1992-04-27 | Ilva Trophy    | Tier V        | 100.000       | Julie Halard    | Emanuela Zardo       | 6-0, 7-5      |
| 1993-04-26 | Ilva Trophy    | Tier IV       | 100.000       | Brenda Schultz  | Debbie Graham        | 7-6, 6-2      |
| 1994-04-25 | Ilva Trophy    | Tier IV       | 100.000       | Julie Halard    | Irina Spîrlea        | 6-2, 6-3      |

### Dubbelspel
| Datum      | Naam           | Cat.          | ($)           | Winnaressen                            | Verliezend finalistes               | Uitslag       |
| ---------- | -------------- | ------------- | ------------- | -------------------------------------- | ----------------------------------- | ------------- |
| 1984-04-23 | Taranto Open   | VS Tour C1    | 50.000        | Sabrina Goleš Petra Huber              | Jelena Jelisejenko Natasja Reva     | 6-3, 6-3      |
| 1985-04-29 | Italian Open   |               | 50.000        | Sandra Cecchini Raffaella Reggi        | Patrizia Murgo Barbara Romanò       | 1-6, 6-4, 6-3 |
| 1986–1987  | geen toernooi  | geen toernooi | geen toernooi | geen toernooi                          | geen toernooi                       | geen toernooi |
| 1988-04-25 | Mantegazza Cup | Tier V        | 50.000        | Andrea Betzner Claudia Porwik          | Laura Garrone Helen Kelesi          | 6-1, 6-2      |
| 1989-05-01 | Mantegazza Cup | Tier V        | 50.000        | Sabrina Goleš Mercedes Paz             | Sophie Amiach Emmanuelle Derly      | 6-2, 6-2      |
| 1990-04-30 | Ilva Trophy    | Tier V        | 75.000        | Olena Brjoechovets Jevgenia Manjoekova | Silvia Farina Rita Grande           | 7-6, 6-1      |
| 1991-04-29 | Ilva Trophy    | Tier V        | 100.000       | Alexia Dechaume Florencia Labat        | Laura Golarsa Ann Grossman          | 6-2, 7-5      |
| 1992-04-27 | Ilva Trophy    | Tier V        | 100.000       | Amanda Coetzer Inés Gorrochategui      | Rachel McQuillan Radomira Zrubáková | 4-6, 6-3, 7-6 |
| 1993-04-26 | Ilva Trophy    | Tier IV       | 100.000       | Debbie Graham Brenda Schultz           | Petra Langrová Mercedes Paz         | 6-0, 6-4      |
| 1994-04-25 | Ilva Trophy    | Tier IV       | 100.000       | Irina Spîrlea Noëlle van Lottum        | Sandra Cecchini Isabelle Demongeot  | 6-3, 2-6, 6-1 |

## Trivia
- Op deze locatie werd in de periode 2000–2005 het ITF-toernooi van Tarente gehouden.

ITF-toernooien (mannen en vrouwen)

ATP-toernooien (mannen) – ATP-seizoen 2025

WTA-toernooien (vrouwen) – WTA-seizoen 2025

Voormalige toernooien mannen
Voormalige toernooien vrouwen
Voormalige amateurtoernooien